# 燕子埠镇
燕子埠镇，是中华人民共和国江苏省徐州市邳州市下辖的一个乡镇级行政单位。

## 行政区划
燕子埠镇下辖以下地区：
燕子埠村、郭庄村、花山子村、鹿寨村、陈黄楼村、刘官庄村、黑山村、小吴村、大吴村、尤村、扒头山村、毛寺村、棠棣埠村、佛头村、徐洼村和韩寺村。